# Eloeophila trimaculata
Eloeophila trimaculata är en tvåvingeart som först beskrevs av Zetterstedt 1838.  Eloeophila trimaculata ingår i släktet Eloeophila och familjen småharkrankar. Arten är reproducerande i Sverige. Inga underarter finns listade i Catalogue of Life.